# Problem pokrycia wierzchołkowego
Problem pokrycia wierzchołkowego – zagadnienie znajdowania w danym grafie {\displaystyle G} pokrycia wierzchołkowego o najmniejszym rozmiarze, tj. zawierającego możliwie najmniejszą liczbę wierzchołków. Tak zdefiniowany problem pokrycia wierzchołkowego jest problemem optymalizacyjnym. W teorii złożoności obliczeniowej częściej jednak rozważa się problemy decyzyjne. Decyzyjna wersja problemu pokrycia wierzchołkowego, to problem stwierdzania czy w danym grafie istnieje pokrycie wierzchołkowe o danym rozmiarze {\displaystyle k.}

## Definicja formalna
Problemy decyzyjne definiuje się formalnie jako języki formalne.
Problem pokrycia wierzchołkowego przedstawiony formalnie:
{\displaystyle VC=\{(G,k)\in GRAPHS\times \mathbb {N} :\exists V\subseteq V_{G},\forall e\in E_{G},\exists v\in V:v\in e\ \land \ card\ V=k\},}
gdzie {\displaystyle GRAPHS} jest zbiorem grafów, {\displaystyle V_{G}} – zbiorem wierzchołków grafu {\displaystyle G,} a {\displaystyle E_{G}} – zbiorem krawędzi grafu {\displaystyle G.}

## Status
Problem pokrycia wierzchołkowego jest problemem NP-zupełnym.